# Aschbach-Markt
Aschbach-Markt – gmina targowa w Austrii, w kraju związkowym Dolna Austria, w powiecie Amstetten. Według Austriackiego Urzędu Statystycznego liczyła 3 682 mieszkańców (1 stycznia 2014).